# Inauguracijska misa pape Lava XIV.
Dana 18. svibnja 2025., papa Lav XIV. predvodio je inauguracijsku misu svog pontifikata, službeno poznatu kao Misa za početak Petrove službe rimskog biskupa. Događaju je prisustvovalo oko 200 000 ljudi, uključujući desetke svjetskih čelnika i 150 službenih delegacija. Iako je Lav postao papa u trenutku prihvaćanja u Sikstinskoj kapeli nakon izbora na papinskoj konklavi 2025. godine, inauguracijska proslava označila je službeni početak njegove službe kao rimskog biskupa. Misa je uključivala dodjelu palija i Ribareva prstena, a nakon toga uslijedili su sastanci s raznim izaslanstvima i svjetskim vođama.

## Događaj
Na središnjim vratima vatikanske bazilike visila je tapiserija s prikazom čudesna ulova ribe (Iv 21, 1–8), na kojoj je prikazan Isusov razgovor s Petrom. Riječ je o reprodukciji flamanske tapiserije izrađene za Sikstinsku kapelu, prema nacrtu Rafaela Sanzija, koja se čuva u Vatikanskim muzejima. Uz oltar se nalazila slika Majke dobroga savjeta iz marijanskog svetišta u Genazzanu.
Sat vremena prije mise, u 9 sati, papa Lav XIV. prvi je put krenuo papamobilom s Piazzale Petriano te kroz Luk zvona (tal. Arco delle Campane) ušao na Trg svetoga Petra gdje je pozdravio okupljene vjernike. Tijekom obilaska narod je uzvikivao „Viva il Papa!” (Živio Papa!) te njegovo papinskom ime. Vozilo se nakratko zaustavilo dvaput kako bi papa mogao blagosloviti tri bebe.
Sveta misa je službeno započela u 10 sati kod grobnice svetog Petra ispod baldahina glavnog oltara bazilike svetog Petra. Okružen patrijarsima istočnih katoličkih Crkava, Lav je okadio Apostolski trofej – grob svetog Petra apostola (lat. Trophaeum Apostolicum). Za to je vrijeme zbor pjevao „Tu es Petrus” (hrv. Ti si Petar). U procesiji do trga papu su pratila dvojica đakona koji su nosili Ribarev prsten i palij, kao i kardinali i biskupi. Za to su vrijeme pjevane Laudes Regiae (hrv. Kraljevske pohvale), uz zazive zagovora svetih papa, mučenika, svetaca i svetica. Nakon toga je uslijedio obred blagoslova i škropljenja blagoslovljenom vodom, budući da je riječ o uskrsnoj nedjelji.
Prvo čitanje iz Djela apostolskih 4:8-12 bilo je navješteno na španjolskom. Psalam je pjevan na talijanskom jeziku, a drugo čitanje iz 1. Petrove poslanice 5:1-5, 10-11 navješteno je na engleskom jeziku. Evanđelje po Ivanu 21:15-19 navješteno je na latinskom i grčkom jeziku.
Kardinal Mario Zenari, predstavljajući kardinale đakone, stavio je palij na Lavova ramena. Kardinal Fridolin Ambongo Besungu, predstavljajući kardinale svećenike, uputio je molitvu blagoslova papi. Kardinal Luis Antonio Tagle, predstavljajući kardinale biskupe, uručio je papi Ribarov prsten. 
Nakon obreda stavljanja palija i predaje prstena, Sveti Otac je blagoslovio okupljeni narod Evanđelistarom, dok se na grčkom jeziku klicalo: „Na brojna ljeta!“ (grč. Εἰς πολλὰ ἔτη!).
Nakon toga je dvanaest izaslanika iskazalo papi poslušnost. To su bili kardinali Frank Leo (Kanada), Jaime Spengler (Brazil) i John Ribat (Papua Nova Gvineja). Uz njih poslušnost su iskazali i Luis Alberto Barrera Pacheco, biskup Callaoa (Peru), svećenik Guillermo Inca Pereda, đakon Teodoro Mandato, dvije osobe posvećenog života: s. Oonah O’Shea i o. Arturo Sosa, bračni par Rafael Santa Maria i Ana María Olguín te dvoje mladih Josemaria Diaz i Sheyla Cruz.
Lav je započeo svoju propovijed zahvalivši prisutnima i prisjetivši se emocija prethodnih tjedana nakon smrti pape Franje i konklave koja je uslijedila. U propovijedi je papa rekao da je „izabran za Petrova nasljednika bez ikakve zasluge i, sa strahopoštovanjem, dolazim kao brat koji želi biti sluga vaše vjere i vaše radosti, kročeći s vama putem Božje ljubavi, koja nas sve želi sjediniti u jednu obitelj.” Zatim se pozvao i na svoje papinsko geslo „u jednome Kristu – jedno smo” te uzviknuo „Gledajte Krista! Približite se Njemu!”.
Molitve vjernika izgovorene su na arapskom, kineskom, francuskom, poljskom i portugalskom jeziku. Tijekom prinosa darova pjevana je pjesma Tu es pastor ovium (hrv. Ti si pastir ovaca). Tijekom svete mise korišten je Rimski kanon.
Prije završetka mise, Lav je uputio nekoliko kratkih riječi, izrazivši zabrinutost zbog sukoba u Gazi, Mjanmaru i Ukrajini. Pjevana je Regina Caeli (hrv. Kraljice neba), a zatim je uslijedio završni blagoslov.
Na misi je Papa koristio papinsku ferulu iz 1960.-ih pape Pavla VI. koja prikazuje Krista kako pati na križu. Papa Ivan Pavao II. nosio je isti štap tijekom cijeloga svojeg pontifikata.

## Naknadne aktivnosti
Na kraju slavlja papa se zadržao ispred Oltara Ispovijesti sv. Petra u bazilici svetoga Petra kako bi pozdravio službena izaslanstva. Nakon mise, papa se privatno susreo s ukrajinskim predsjednikom Volodimirom Zelenskim, koji je sa suprugom nazočio inauguracijskoj misi.
U ponedjeljak, 19. svibnja, papa se sastao s američkim potpredsjednikom J. D. Vanceom i državnim tajnikom Marcom Rubiom. Također se susreo i s predstavnicima drugih Crkava i vjerskih zajednica, između ostalih s ekumenskim carigradskim patrijarhom Bartolomejem I., pravoslavnim patrijarhom Jeruzalema Teofilom III. i patrijarhom Asirske Crkve Istoka katolikosom Mar Awom III.
Papa Lav preuzeo je ostale glavne bazilike u danima nakon inauguracije; Baziliku svetog Pavla izvan zidina (20. svibnja) te Nadbaziliku svetog Ivana Lateranskog i Baziliku svete Marije Velike (25. svibnja).

## Službene delegacije
Kneginja Charlene od Monaka, španjolska kraljica Letizia, belgijska kraljica Matilda i velika vojvotkinja Marija Terezija od Luksemburga koristile su privilège du blanc (hrv. privilegija bijelog) po kojoj imaju pravo nošenja bijele odjeće na papinskim ceremonijama.
Svetoj misi je prisustvovao i predsjednik Hrvatskoga sabora Gordan Jandroković sa suprugom, predsjednik Vlade Andrej Plenković te ministar vanjskih i europskih poslova Gordan Grlić Radman.

### Mrežna sjedišta
- Više od 150 državnih izaslanstava iz cijeloga svijeta na misi početka pontifikata Lava XIV. Informativna katolička agencija. Pristupljeno 21. svibnja 2025.
- Euharistijsko slavlje početka pontifikata pape Lava XIV. – 18. svibnja na Trgu svetog Petra. Informativna katolička agencija. Pristupljeno 21. svibnja 2025.
- Homilija pape Lava XIV. na misi povodom početka pontifikata. Informativna katolička agencija. Pristupljeno 21. svibnja 2025.
- Papa na molitvi Kraljice neba: Ne zaboravimo one koji trpe zbog rata. Informativna katolička agencija. Pristupljeno 21. svibnja 2025.
- Papa Lav XIV.: Gradimo Crkvu koja postaje kvasac sloge za čovječanstvo. Informativna katolička agencija. Pristupljeno 21. svibnja 2025.
- Papa Lav XIV. ohrabrio ekumenski i međureligijski dijalog. Informativna katolička agencija. Pristupljeno 21. svibnja 2025.
- Papa Lav XIV. susreo se s Vanceom i Rubiom. Informativna katolička agencija. Pristupljeno 21. svibnja 2025.
- Ustoličen papa Lav XIV. Vijesti HRT. Pristupljeno 21. svibnja 2025.
- Papa Lav XIV. preuzet će 25. svibnja patrijarhalnu baziliku sv. Ivana Lateranskoga. Katolička tiskovna agencija Biskupske konferencije Bosne i Hercegovine. Pristupljeno 21. svibnja 2025.
- The rite for the Inauguration of the Petrine Ministry of Leo XIV [Obred za početak Petrove službe Lava XIV.] (engleski). Vatican News. Pristupljeno 23. svibnja 2025.

## Vanjske poveznice
Ostali projekti
|  | Zajednički poslužitelj ima još gradiva o temi Inauguracijska misa pape Lava XIV. |